# 小行星6670
小行星6670（英語：6670 Wallach）是一颗围绕太阳公转的小行星。1994年6月4日，卡罗琳·舒梅克、大衞·李維在帕洛马山发现了此天体。
这颗小行星的绝对星等为200.72206等。